# Pica-pau-ocráceo
Pica-pau-ocráceo (nome científico: Celeus ochraceus) é uma espécie de ave pertencente à família dos picídeos. Ocorre em uma grande área do leste do Brasil. Anteriormente, sempre foi considerada uma subespécie do pica-pau-de-cabeça-amarela, mas os autores de um estudo filogenético molecular publicado em 2015 argumentaram que ele deveria ser tratado como uma espécie separada.